# Nick Tarnasky
Nick Tarnasky (né le 25 novembre 1984 à Rocky Mountain House dans la province d'Alberta au Canada) est un joueur professionnel canadien de hockey sur glace. Il évolue au poste d'attaquant.

## Biographie
Joueur issu de la Ligue de hockey de l'Ouest, il est repêché par le Lightning de Tampa Bay au 287e rang lors du neuvième tour du repêchage d'entrée dans la LNH 2003. 
Il joue sa première saison professionnelle en 2004-2005 dans la LAH avec les Falcons de Springfield, club-école du Lightning. Il fait ses premiers coups de patin dans la LNH en 2005-2006 avec Tampa Bay, puis obtient un poste régulier avec l'équipe la saison suivante, alors qu'il prend part à 77 matchs.
Il a également joué dans la LNH avec les Predators de Nashville et les Panthers de la Floride, et a joué durant la saison 2011-2012 en Russie avec le Vitiaz Tchekhov qui évolue dans la KHL. Après cette saison, il retourne en Amérique du Nord et joue pour des équipes de la LAH.

## Statistiques
| Saison     | Équipe                   | Ligue      |     | Saison régulière | Saison régulière | Saison régulière | Saison régulière | Saison régulière |   | Séries éliminatoires | Séries éliminatoires | Séries éliminatoires | Séries éliminatoires | Séries éliminatoires |
| Saison     | Équipe                   | Ligue      | PJ  | B                | A                | Pts              | Pun              | PJ               | B | A                    | Pts                  | Pun                  |                      |                      |
| 2001-2002  | Giants de Vancouver      | LHOu       | 10  | 1                | 0                | 1                | 5                | -                | - | -                    | -                    | -                    |                      |                      |
| 2002-2003  | Rockets de Kelowna       | LHOu       | 39  | 4                | 12               | 16               | 39               | -                | - | -                    | -                    | -                    |                      |                      |
| 2002-2003  | Hurricanes de Lethbridge | LHOu       | 30  | 5                | 8                | 13               | 45               | -                | - | -                    | -                    | -                    |                      |                      |
| 2003-2004  | Hurricanes de Lethbridge | LHOu       | 71  | 26               | 23               | 49               | 108              | -                | - | -                    | -                    | -                    |                      |                      |
| 2004-2005  | Falcons de Springfield   | LAH        | 80  | 7                | 10               | 17               | 176              | -                | - | -                    | -                    | -                    |                      |                      |
| 2005-2006  | Falcons de Springfield   | LAH        | 68  | 14               | 9                | 23               | 100              | -                | - | -                    | -                    | -                    |                      |                      |
| 2005-2006  | Lightning de Tampa Bay   | LNH        | 12  | 0                | 1                | 1                | 4                | -                | - | -                    | -                    | -                    |                      |                      |
| 2006-2007  | Lightning de Tampa Bay   | LNH        | 77  | 5                | 4                | 9                | 80               | 6                | 0 | 0                    | 0                    | 10                   |                      |                      |
| 2007-2008  | Lightning de Tampa Bay   | LNH        | 80  | 6                | 4                | 10               | 78               | -                | - | -                    | -                    | -                    |                      |                      |
| 2008-2009  | Predators de Nashville   | LNH        | 11  | 0                | 1                | 1                | 17               | -                | - | -                    | -                    | -                    |                      |                      |
| 2008-2009  | Panthers de la Floride   | LNH        | 34  | 1                | 5                | 6                | 33               | -                | - | -                    | -                    | -                    |                      |                      |
| 2009-2010  | Panthers de la Floride   | LNH        | 31  | 1                | 2                | 3                | 85               | -                | - | -                    | -                    | -                    |                      |                      |
| 2009-2010  | Americans de Rochester   | LAH        | 5   | 3                | 0                | 3                | 7                | -                | - | -                    | -                    | -                    |                      |                      |
| 2010-2011  | Everblades de la Floride | ECHL       | 3   | 1                | 2                | 3                | 0                | -                | - | -                    | -                    | -                    |                      |                      |
| 2010-2011  | Falcons de Springfield   | LAH        | 66  | 7                | 13               | 20               | 150              | -                | - | -                    | -                    | -                    |                      |                      |
| 2011-2012  | Vitiaz Tchekhov          | KHL        | 36  | 4                | 7                | 11               | 173              | -                | - | -                    | -                    | -                    |                      |                      |
| 2012-2013  | Americans de Rochester   | LAH        | 74  | 16               | 10               | 26               | 138              | 3                | 1 | 0                    | 1                    | 4                    |                      |                      |
| 2013-2014  | Bulldogs de Hamilton     | LAH        | 76  | 13               | 9                | 22               | 144              | -                | - | -                    | -                    | -                    |                      |                      |
| 2014-2015  | Wolf Pack de Hartford    | LAH        | 26  | 1                | 4                | 5                | 36               | -                | - | -                    | -                    | -                    |                      |                      |
| 2015-2016  | Wolf Pack de Hartford    | LAH        | 59  | 15               | 5                | 20               | 77               | -                | - | -                    | -                    | -                    |                      |                      |
| 2016-2017  | Gulls de San Diego       | LAH        | 32  | 4                | 5                | 9                | 53               | -                | - | -                    | -                    | -                    |                      |                      |
| Totaux LNH | Totaux LNH               | Totaux LNH | 245 | 13               | 17               | 30               | 297              | 6                | 0 | 0                    | 0                    | 10                   |                      |                      |